# Marengo deelemanae
Marengo deelemanae là một loài nhện trong họ Salticidae.
Loài này thuộc chi Marengo. Marengo deelemanae được Benjamin miêu tả năm 2004.